# DVB-S2
Digitalno satelitsko emitiranje druge generacije (DVB-S2) je standard digitalnog televizijskog emitiranja koji je osmišljen kao nasljednik popularnog DVB-S sustava. Razvio ga je 2003. godine Projekt digitalnog video emitiranja, međunarodni industrijski konzorcij, a ETSI (EN 302307) ga je ratificirao u ožujku 2005. Standard se temelji na DVB-S i sustavu elektroničkog prikupljanja vijesti (ili digitalnog satelitskog prikupljanja vijesti) te ga poboljšava, a koriste ga mobilne jedinice za slanje zvuka i slika s udaljenih lokacija diljem svijeta natrag na svoje matične televizijske postaje.
DVB-S2 je dizajniran za emitiranje usluga, uključujući standardnu i HDTV, interaktivne usluge uključujući pristup internetu i (profesionalnu) distribuciju podatkovnog sadržaja. Razvoj DVB-S2 standarda podudarao se s uvođenjem HDTV i H.264 (MPEG-4 AVC) video kodeka.
Dvije nove ključne značajke koje su dodane u usporedbi s DVB-S standardom su:
- Moćna shema kodiranja temeljena na modernom LDPC kodu. Za nisku složenost kodiranja, odabrani LDPC kodovi imaju posebnu strukturu, poznatu i kao kodovi s nepravilnim ponavljanjem i akumulacijom.
- VCM (Variable Coding and Modulation) i ACM (Adaptive Coding and Modulation) načini rada, koji omogućuju optimizaciju iskorištenja propusnosti dinamičkom promjenom parametara prijenosa.

Ostale značajke uključuju poboljšane sheme modulacije do 32APSK, dodatne brzine kodiranja i uvođenje generičkog mehanizma prijenosa za IP paketne podatke, uključujući MPEG-4 audio-video streamove, uz podršku unatrag kompatibilnosti s postojećim prijenosom temeljenim na MPEG-2 TS-u.
DVB-S2 postiže znatno bolje performanse od svojih prethodnika – uglavnom omogućujući povećanje dostupne brzine prijenosa podataka preko iste propusnosti satelitskog transpondera. Izmjereno poboljšanje performansi DVB-S2 u odnosu na DVB-S iznosi oko 30% pri istoj propusnosti satelitskog transpondera i snazi emitiranog signala. Kada se tome doda doprinos poboljšanja u kompresiji videa, (MPEG-4 AVC) HDTV usluga sada se može isporučivati u istoj propusnosti koja je podržavala ranu DVB-S MPEG-2 SDTV uslugu samo desetljeće ranije.
U ožujku 2014. DVB Project je objavio specifikaciju DVB-S2X kao opcionalno proširenje koje dodaje daljnja poboljšanja. 